# 西神楽駅
西神楽駅（にしかぐらえき）は、北海道旭川市西神楽南1条1丁目にある北海道旅客鉄道（JR北海道）富良野線の駅である。事務管理コードは▲121711。駅番号はF33。電報略号はニカ。

## 歴史

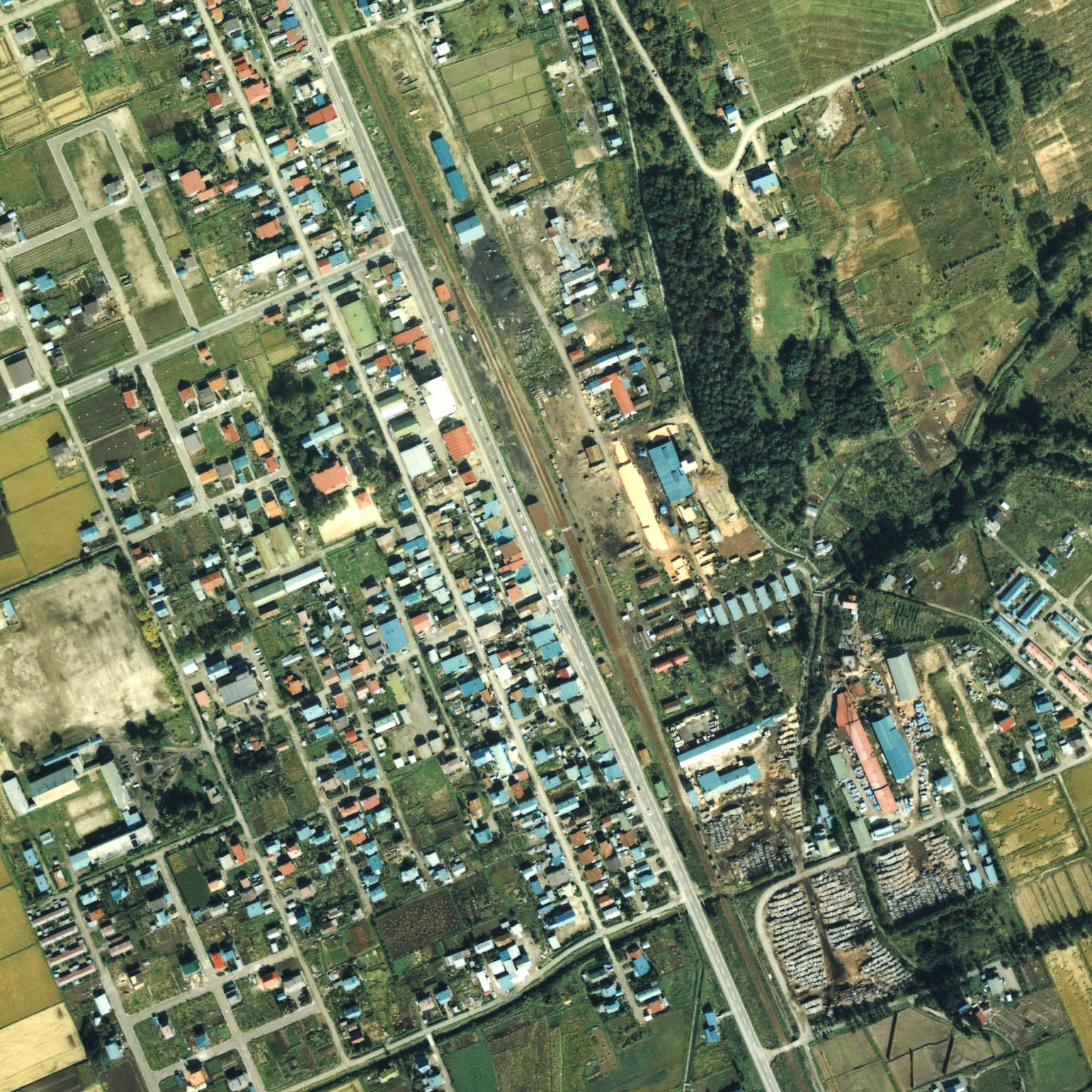
1977年の西神楽駅と周囲約750m範囲。下が富良野方面。島ホームの駅裏側は植栽されて乗降用には使用されておらず、駅裏の貨物積降場への貨物線となっている。そこから旭川側の石炭野積み場と、富良野側の木工所土場前へそれぞれ引き込み線が分岐している。駅舎横の旭川側にも貨物積降場と引込線を有している。

- 1899年（明治32年）9月1日：北海道官設鉄道十勝線旭川駅 - 美瑛駅間開業にともない辺別駅（べべつえき）として開業[3]。一般駅。
- 1905年（明治38年）4月1日：鉄道作業局に移管。
- 1909年（明治42年）10月12日：所属路線が釧路線に改称。
- 1913年（大正2年）11月10日：所属路線が富良野線に改称。
- 1942年（昭和17年）10月1日：西神楽駅に改称[3]。
- 1949年（昭和24年）6月1日：公共企業体である日本国有鉄道に移管。
- 1978年（昭和53年）12月1日：専用線を除いて一般貨物取扱いを廃止[4]。
- 1982年（昭和57年）11月15日：貨物取扱い廃止[1]。
- 1984年（昭和59年）2月1日：荷物取扱い廃止[1]。
- 1986年（昭和61年）11月1日：無人（簡易委託）化[5]。
- 1987年（昭和62年）4月1日：国鉄分割民営化により、北海道旅客鉄道（JR北海道）の駅となる[1]。
- 1989年（昭和63年）：駅舎改築。
- 1999年（平成11年）：簡易委託廃止、完全無人化。

### 駅名の由来
以前の駅名である「辺別」では「ごろが悪い」として改称された。現駅名は当時の所在自治体である神楽村の西にあることからつけられた。

## 駅構造
- 2面2線の相対式ホームの地上駅である。ホーム間の連絡は跨線橋を使う。
- 旭川駅管理の無人駅。
- 簡易自動券売機設置。トイレは男女共用のものが設置されている。

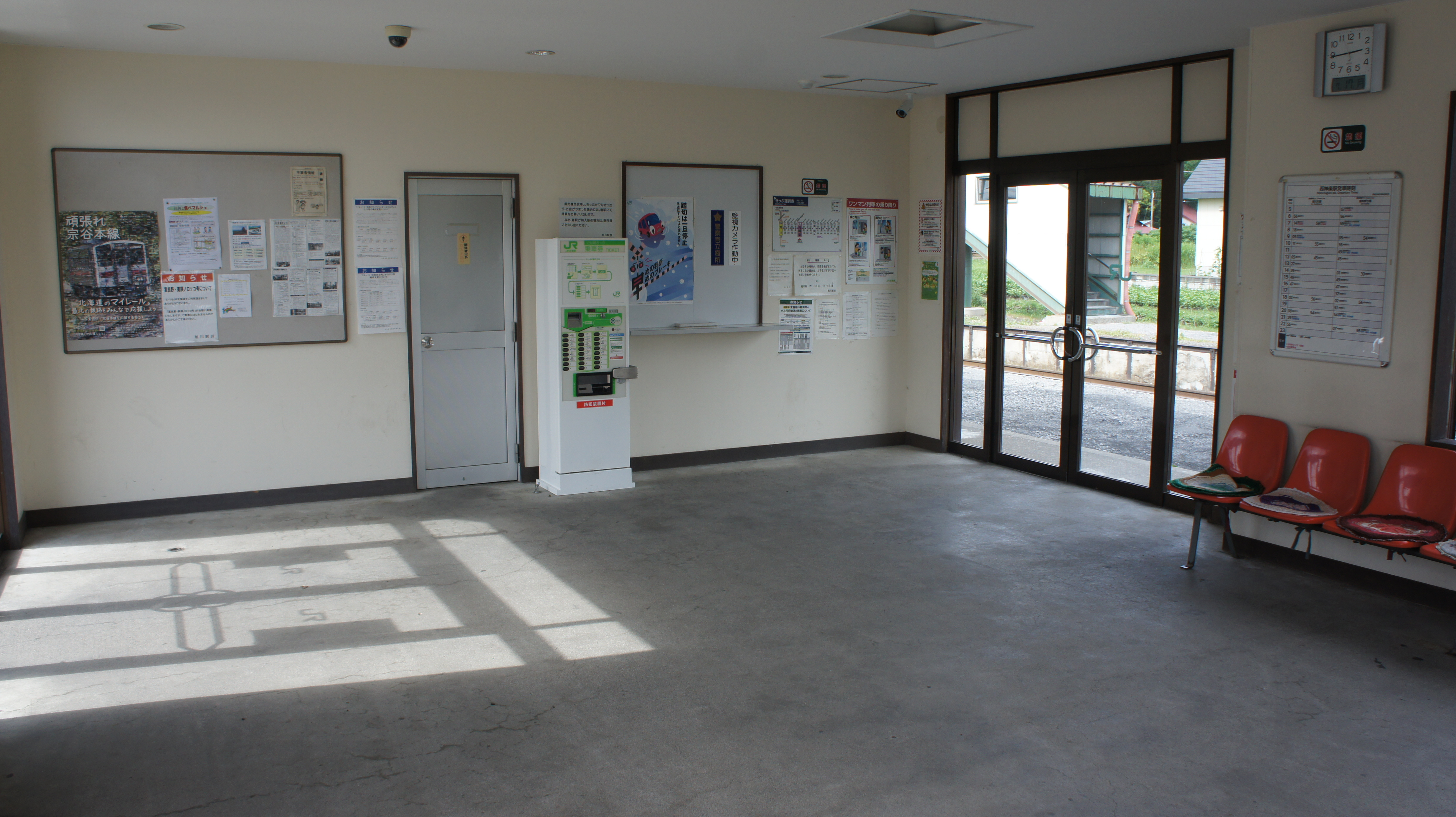
待合室（2017年7月）
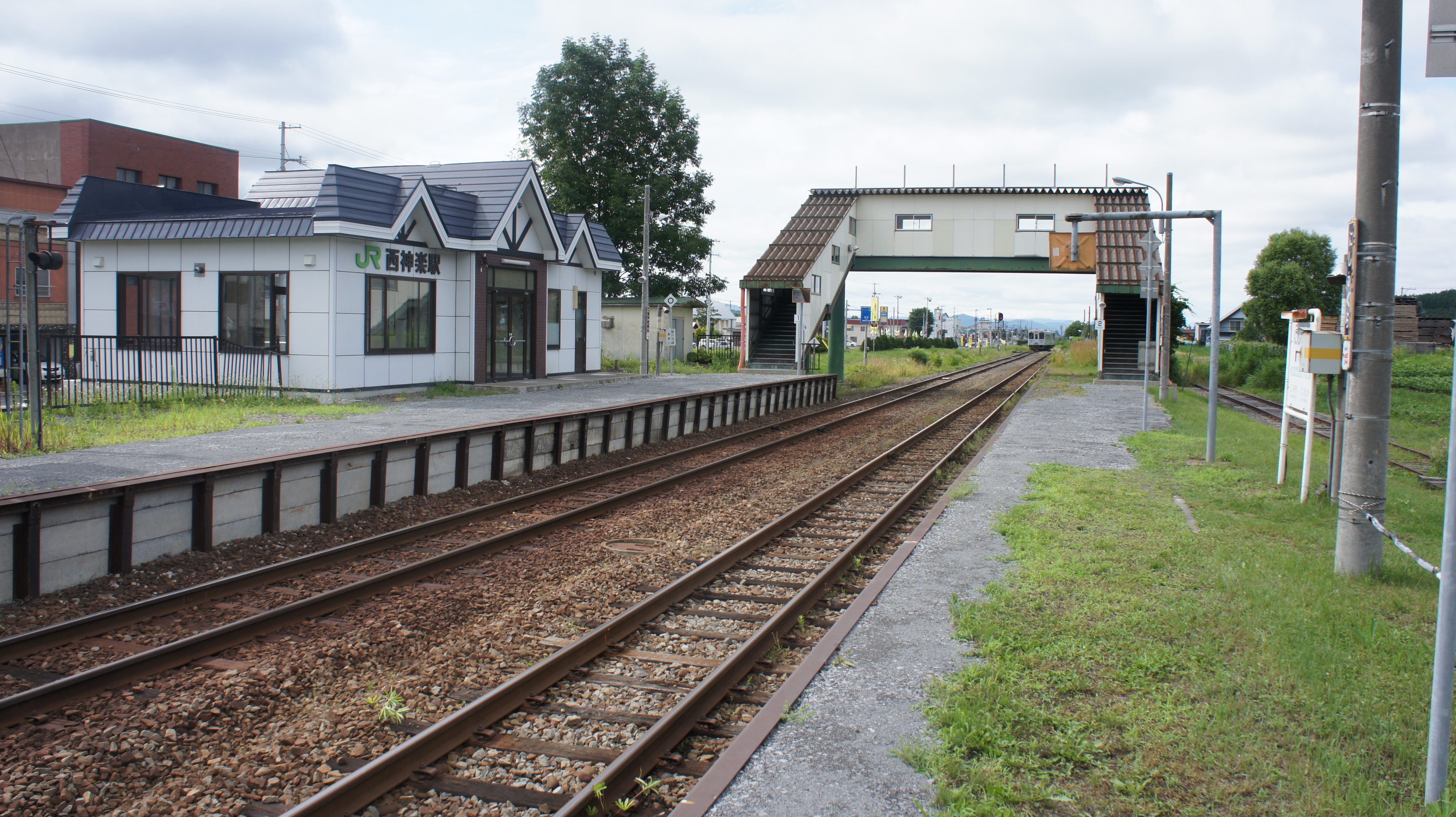
ホーム（2017年7月）
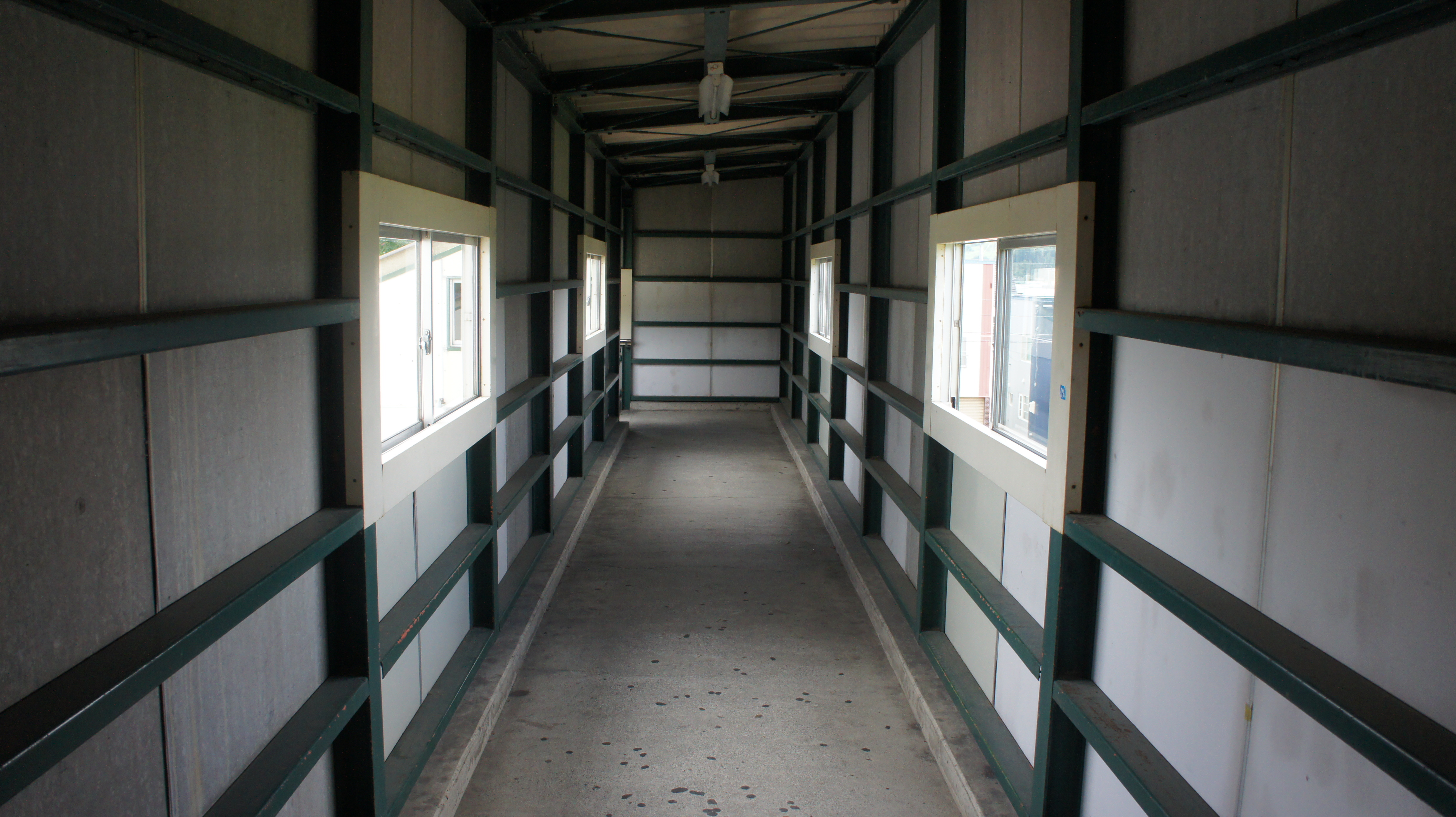
跨線橋（2017年7月）
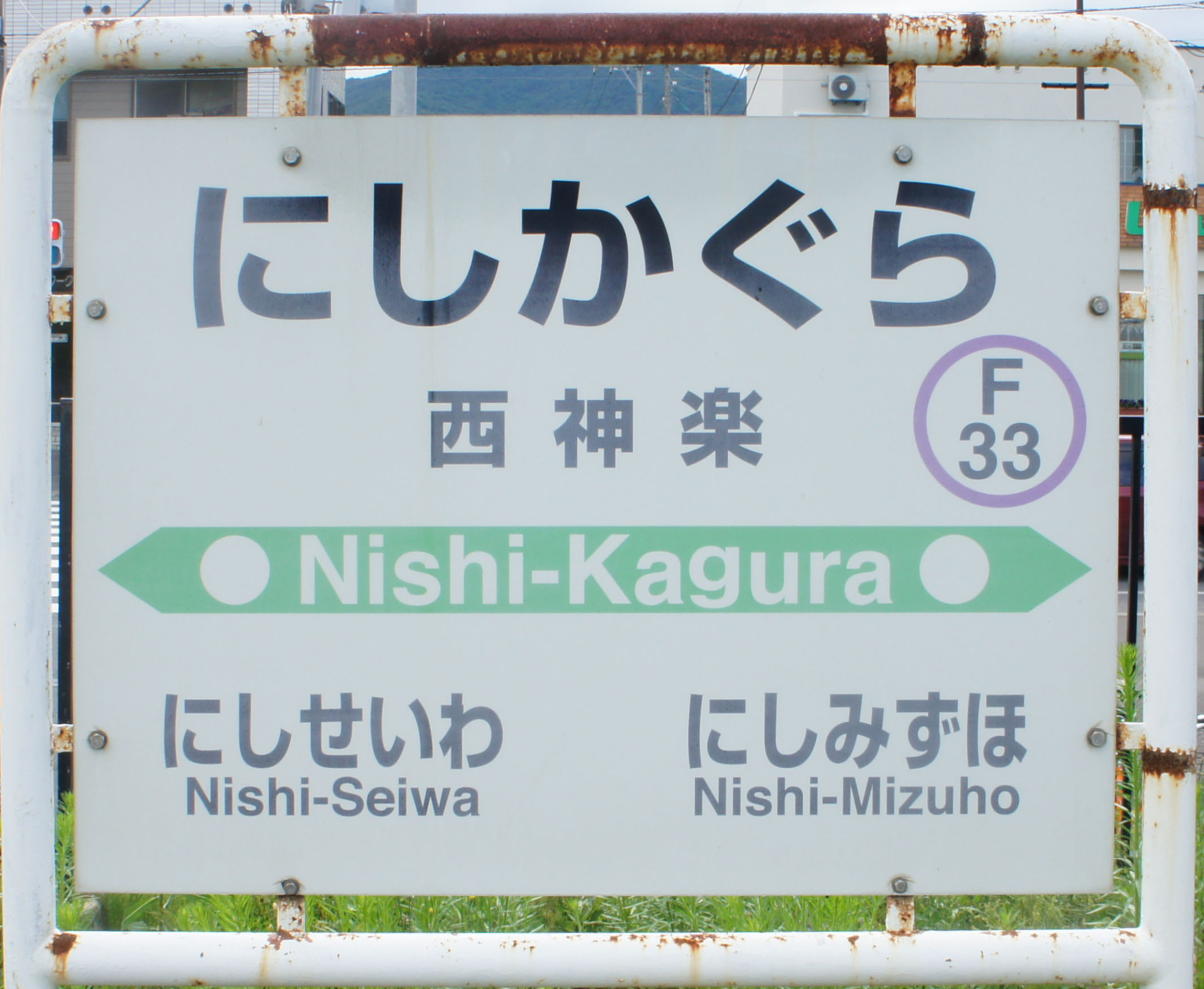
駅名標（2017年7月）

## 利用状況
乗車人員の推移は以下のとおり。年間の値のみ判明している年については、当該年度の日数で除した値を括弧書きで1日平均欄に示す。乗降人員のみが判明している場合は、1/2した値を括弧書きで記した。
また、「JR調査」については、当該の年度を最終年とする過去5年間の各調査日における平均である。
| 年度               | 乗車人員 | 乗車人員 | 乗車人員 | 出典       | 備考                   |
| 年度               | 年間     | 1日平均  | JR調査   | 出典       | 備考                   |
| ------------------ | -------- | -------- | -------- | ---------- | ---------------------- |
| 1992年（平成04年） |          | (517.0)  |          | [ 6 ]      | 1日平均乗降客数1,034人 |
| 2016年（平成28年） |          |          | 141.0    | [ JR北 1 ] |                        |
| 2017年（平成29年） |          |          | 131.4    | [ JR北 2 ] |                        |
| 2018年（平成30年） |          |          | 116.8    | [ JR北 3 ] |                        |
| 2019年（令和元年） |          |          | 103.2    | [ JR北 4 ] |                        |
| 2020年（令和02年） |          |          | 91.0     | [ JR北 5 ] |                        |
| 2021年（令和03年） |          |          | 83.8     | [ JR北 6 ] |                        |
| 2022年（令和04年） |          |          | 77.0     | [ JR北 7 ] |                        |
| 2023年（令和05年） |          |          | 76.2     | [ JR北 8 ] |                        |

## 駅周辺
小規模な市街地がある。
- 国道237号
- 旭川市役所西神楽支所
- 旭川東警察署西神楽駐在所
- 西神楽郵便局
- 旭川信用金庫神楽支店西神楽特別出張所
- 東神楽農業協同組合（JAひがしかぐら）西神楽支店
- 旭川市立西神楽中学校
- 道北バス「西神楽駅前」停留所
- 神楽神社
- 西神楽公園キャンプ場（7月1日～8月31日）

## 隣の駅
北海道旅客鉄道（JR北海道）
■富良野線
西御料駅 (F31) - *西瑞穂駅 (F32) - 西神楽駅(F33) - *西聖和駅 (F34) - 千代ヶ岡駅 (F35)
*:一部の上り列車は西聖和駅と西瑞穂駅を通過する。

### JR北海道
1. ↑  「富良野線（富良野・旭川間）」（PDF）『線区データ（当社単独では維持することが困難な線区）』、北海道旅客鉄道、2017年12月8日。オリジナルの2017年12月9日時点におけるアーカイブ。2017年12月10日閲覧。
2. ↑  「富良野線（富良野・旭川間）」（PDF）『線区データ（当社単独では維持することが困難な線区）(地域交通を持続的に維持するために)』、北海道旅客鉄道株式会社、3頁、2018年7月2日。オリジナルの2018年8月18日時点におけるアーカイブ。2018年8月18日閲覧。
3. ↑  “富良野線（富良野・旭川間）” (PDF). 線区データ（当社単独では維持することが困難な線区）(地域交通を持続的に維持するために).   北海道旅客鉄道. p. 3 (2019年10月18日). 2019年10月18日時点のオリジナルよりアーカイブ。2019年10月18日閲覧。
4. ↑  “富良野線（富良野・旭川間）” (PDF). 地域交通を持続的に維持するために > 輸送密度200人以上2,000人未満の線区（「黄色」8線区）.   北海道旅客鉄道. p. 3 (2020年10月30日). 2020年11月2日時点のオリジナルよりアーカイブ。2020年11月4日閲覧。
5. ↑  “駅別乗車人員  特定日調査（平日）に基づく”.   北海道旅客鉄道. 2022年8月3日時点のオリジナルよりアーカイブ。2022年8月14日閲覧。
6. ↑  “駅別乗車人員  特定日調査（平日）に基づく”.   北海道旅客鉄道. 2022年9月3日時点のオリジナルよりアーカイブ。2022年9月3日閲覧。
7. ↑  “駅別乗車人員  特定日調査（平日）に基づく”.   北海道旅客鉄道. 2023年11月10日時点のオリジナルよりアーカイブ。2023年11月10日閲覧。
8. ↑  “駅別乗車人員  特定日調査（平日）に基づく”.   北海道旅客鉄道 (2024年). 2024年9月9日時点のオリジナルよりアーカイブ。2024年9月9日閲覧。